# Phaonia rossica
Phaonia rossica är en tvåvingeart som beskrevs av Lavciev 1971. Phaonia rossica ingår i släktet Phaonia och familjen husflugor. Inga underarter finns listade i Catalogue of Life.